# Pavel Heřman
Pavel Heřman (* 31. května 1949, Praha) je fotograf, bývalý senátor za obvod Třebíč a starosta Třebíče v letech 1990 až 1998 a 2010 až 2014.

## Životopis
Pavel Heřman byl prvním porevolučním starostou Třebíče – od roku 1990 do roku 1998, v těchto letech byl i městským zastupitelem za Nezávislé kandidáty. V roce 2006 se v Třebíči objevilo sdružení Heřman zpátky na radnici, ve volbách v roce 2006 se stal zastupitelem, v roce 2010 sdružení kandidovalo opět a Pavel Heřman se opět stal starostou. Fotografuje témata spojená s Třebíčí, jeho fotografie byly použity na stánku města Třebíče na veletrhu GO-REGIONTOUR, v publikacích města Třebíče a byly vystaveny na několika výstavách. V roce 2005 získal ocenění Fotografická publikace roku v kategorii literatura ilustrovaná fotografií za knihu veršů (autorka Nela Hanelová) Zámostí v nás, vydal KVIZ Třebíč.
Do Senátu byl zvolen v roce 1996 za Demokratickou unii DEU, v roce 2000 se již o znovuzvolení neucházel.
Starostou Třebíče byl od roku 1990 do roku 1998 a znovu se jím stal v roce 2010, starostou v tomto období byl do 20. listopadu 2014. Ve volbách do zastupitelstva v roce 2018 již nekandidoval.

## Výstavy
- Obrázky z Izraele, Pavel Heřman a Josef Pavelka (fotograf), Západomoravská vysoká škola Třebíč, Třebíč[5]
- Židovská čtvrť, Pavel Heřman, Zadní synagoga, Třebíč[5]
- Černobílé fotografie Pavel Heřman, Malovaný dům, Třebíč[5]